# Modelářské servo

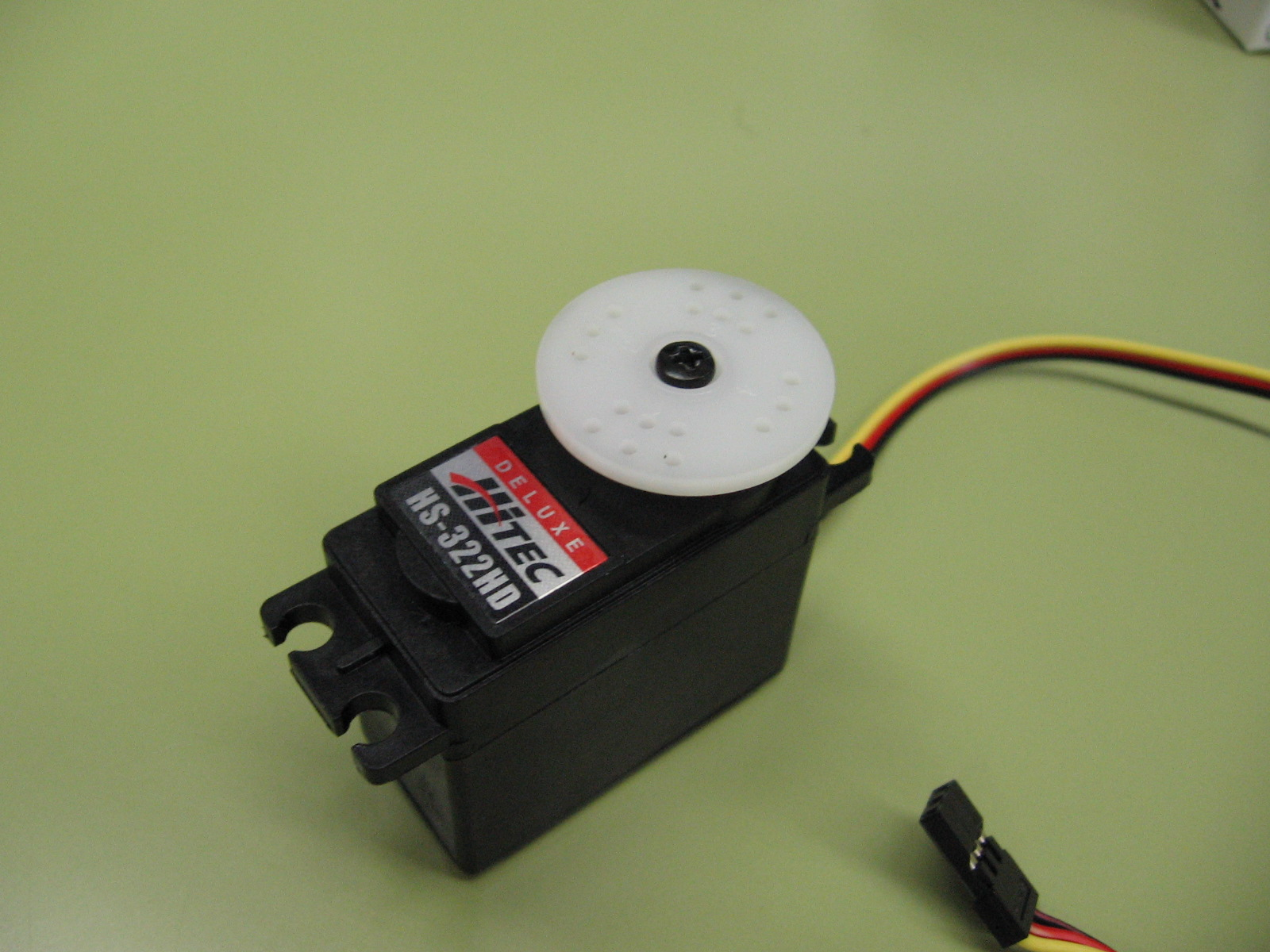
Modelářské servo

Modelářské servo je servomotor určený k ovládání rádiem řízených modelů.
Servo se připojuje k rádiovému přijímači v modelu, ze kterého je přivedeno napájení a řídicí signál. V závislosti na řídicím signálu dochází k pootočení výstupního hřídele o požadovaný úhel, u kvalitních serv i velmi přesně. Citlivost natočení serva je dána kvalitou řídící elektroniky. Modelářská serva mají i širší využití v robotice.

## Konstrukce

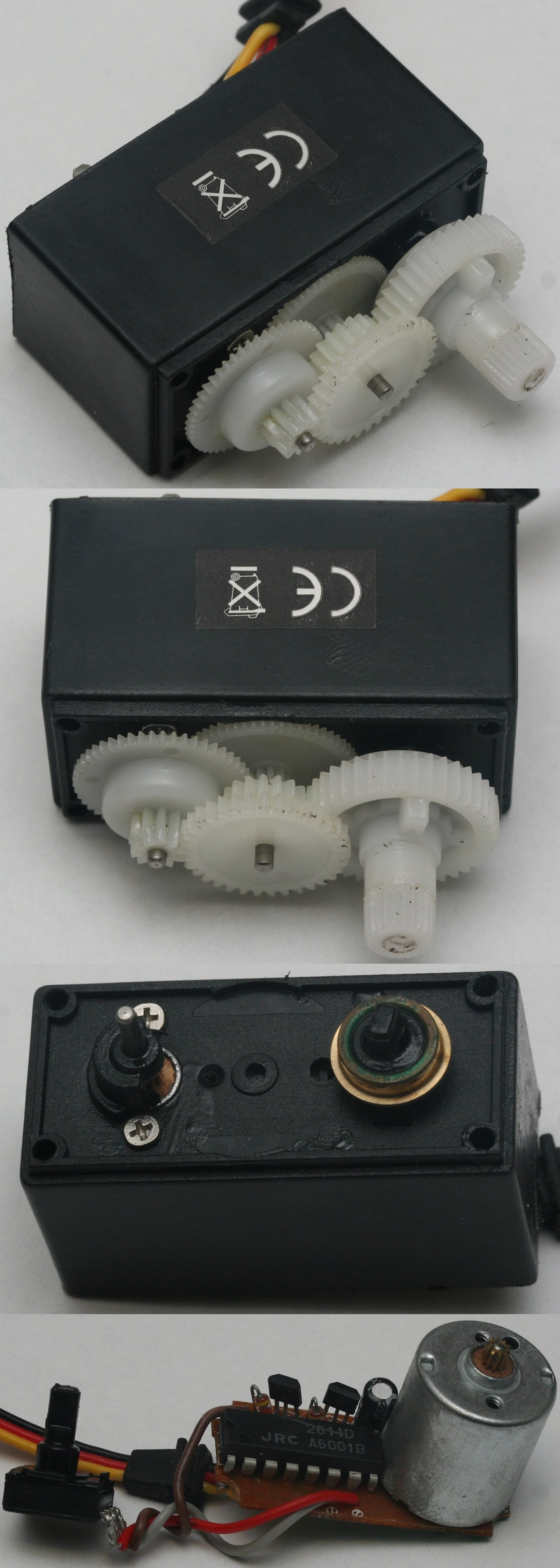

Modelářské servo se skládá ze tří základních prvků: stejnosměrného motoru, převodovky a řídicí elektroniky.

### Převodovka
Převodovka slouží stejně jako u ostatních motorů k nastavení parametrů síla/rychlost. Navíc převádí velikost(úhel) natočení z motoru na zpětnovazební potenciometr.

### Řídicí elektronika
Řídící elektronika zpracovává vstupní PWM signál ze kterého vyhodnocuje požadované natočení, které je porovnáváno s natočením zpětnovazebního potenciometru a natáčí motorem požadovaným směrem. Řídící signál pro servo jsou impulzy od 1,25 ms do 1,75 ms u kvalitních od 1 ms do 2ms pro natočení od 0° do 180°. Natočení serva je plynulé, klasická serva mají minimální otočení o 2°, lepší serva o 1°. Pro ideální vstupní signál je frekvence opakování pulzu 50 Hz.

## Typy modelářských servomotorů
Téměř všechna současná serva jsou rotační a jejich funkce spočívá v natočení výstupního hřídele na požadovaný úhel typicky v rozsahu 120 nebo 180 stupňů. V minulosti se používala i lineární serva vybavená dvojicí posuvných jezdců, jako například servo Varioprop od firmy Graupner. Dnes se lineární posun využívá jen ve speciálních aplikacích, například jako součást sestavy pro vysunování podvozku letadla. Existují i speciální serva, která umožňují pouze přepínání mezi dvěma krajními polohami. Tento typ má rovněž využití pro ovládání podvozku. Pro modely plachetnic se vyrábějí speciální serva se setrvalým pohybem používaná jako naviják plachet.
Z hlediska typu řídicí elektroniky se serva dělí na analogová a digitální.

### Digitální serva
Digitální servo je vybaveno digitální řídicí elektronikou, ale využívá stejný vstupní signál PWM jako analogová serva. Z hlediska připojení k přijímači jsou tedy oba typy serv kompatibilní. Digitální serva ale dokáží pracovat s vyšší frekvencí impulsů. Obecně jsou digitální serva přesnější a silnější, ale mají vyšší spotřebu než analogová serva srovnatelné kategorie.
Některá digitální serva jsou programovatelná. Lze u nich naprogramovat různá nastavení jako například neutrální polohu, koncové body, rychlost pohybu a smysl otáčení.

## Parametry
Základní technické parametry modelářských serv jsou:
1. Rychlost – je udávána výrobcem v [s/°] nejčastěji s/45°
2. Síla (správně moment) – je udávána výrobcem v [kg·cm] (síla v kg na rameni 1 cm)
3. Napájecí napětí – je udáván výrobcem ve Voltech [V] standardně od 4,5V do 6V. (na 5V fungují spolehlivě všechna modelářská serva)
4. Typ převodovky – plast nebo kovové slitiny a některá mají pro větší přesnost a stabilitu hřídel pohybující se na kuličkovém ložisku.
5. Velikost – od micro(19,6×8×19,6 mm, hmotnost 2.5g ÷ 8/12g) až po velká serva (69×39×60 mm, hmotnost 20g a vice pro výkonná serva)